# Linkenbach
Linkenbach település Németországban, Rajna-vidék-Pfalz tartományban. Lakosainak száma 580 fő (2023. december 31.).

## Népesség
A település népességének változása:
| Lakosok száma | 392  | 460  | 475  | 514  | 546  | 580  |
|               | 1975 | 2017 | 2019 | 2021 | 2022 | 2023 |